# Mimela piceoviridana
Mimela piceoviridana är en skalbaggsart som beskrevs av Miyake 1994. Mimela piceoviridana ingår i släktet Mimela och familjen Rutelidae. Inga underarter finns listade i Catalogue of Life.